# Ротенштрайх, Эфраим Фишель
Эфраим Фишель Ротенштрайх (28 мая 1882, Коломыя, Галиция, Австро-Венгрия — 7 июля 1938, Иерусалим, Палестина) — польский политик. Сионист. Член Сената и сейма Польской Республики.

## Биография
Сын брокера. Первоначально получил традиционное еврейское образование. Окончил гимназию.
В 1904—1908 годах изучал филологию в Венском университете. Посещал лекции по экономике. В 1909 году получил докторскую степень.
Позже, учительствовал в разных городах Галиции, в 1918 году переехал во Львов.
Э. Ротенштрайх — активный участник сионистского движения. С 1911 года принимал участие во всех сионистских конгрессах (с X по XVIII).
Во время польско-украинской войны 1918—1919 гг. возглавлял Еврейский национальный совет Западно-Украинской Народной Республики. После окончательной оккупации Галиции поляками, Э. Ротенштрайх был арестован и заключён в тюрьму.
В 1922 году он был избран в Сенат Польской Республики (до 1927 г.). В 1929—1930 годах был депутатом польского Сейма. Работал членом финансово-экономического комитета.
В 1935 году на XVIII-м сионистском конгрессе в Праге Э. Ротенштрайх был избран членом Исполнительного комитета Еврейского агентства. В том же году эмигрировал в Палестину и, проживая в Иерусалиме, был руководителем Департамента торговли до своей смерти.
Э. Ротеншрейх опубликовал ряд статей об экономических проблемах на иврите, идише и польском языках.
Отец философа Натана Ротенштрайха (1914—1993).